# Toyah
Toyah – miasto w Stanach Zjednoczonych, w stanie Teksas, w hrabstwie Reeves.